# Bataille de Bruderholz

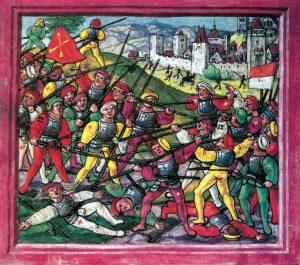
Bataille de Bruderholz.

La bataille de Bruderholz est un épisode de la guerre de Souabe qui opposa les Confédérés suisses et la ligue de Souabe sur le plateau du Bruderholz, à la limite des actuels canton de Bâle-Ville et Bâle-Campagne, le 22 mars 1499. La bataille se termina par la victoire des Suisses.